# Maghazi
Le camp de Maghazi (arabe : مخيم المغازي) est un camp de réfugiés palestiniens situé dans la partie centrale de la bande de Gaza, établi en 1949. Le camp est construit sur une surface de 559 dounams (0,6 km2).

## Économie
Avant le retrait israélien de la bande de Gaza, la plupart des habitants travaillaient en Israël ou dans le secteur agricole. 

## Éducation
Maghazi possède trois écoles primaires et deux écoles secondaires administrées par l'UNWRA. 6 407 étudiants étaient inscrits dans ces écoles pendant l'année scolaire 2004-2005. En 1998, l'UNRWA fournissait une éducation spécialisée à 1 264 enfants handicapés.

## Conflit israélo-palestinien
Au moins neuf personnes sont tuées dans un bombardement israélien le 28 décembre 2024.